# Corti d'Aragona

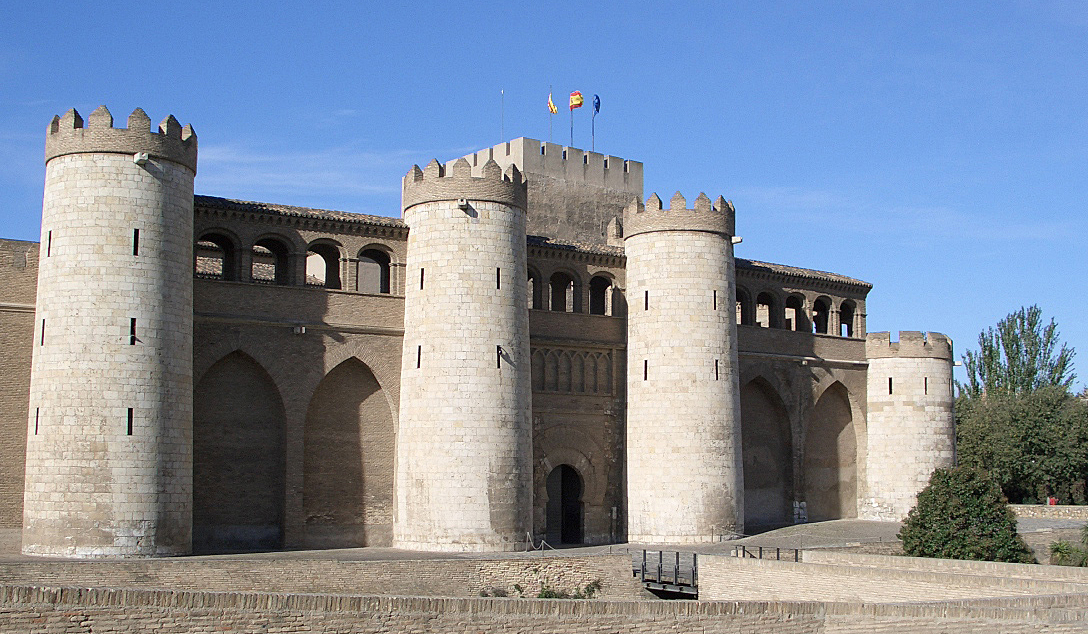
Sede attuale delle Cortes

Le Corti d’Aragona (in spagnolo: Cortes d’Aragón, in aragonese: Cortz d’Aragón e in catalano: Corts d'Aragó) sono il parlamento regionale della comunità autonoma spagnola di Aragona. Fanno risalire la loro storia agli incontri convocati dai re di Aragona e iniziati nel 1162. Abolite nel 1707, le Cortes furono nuovamente istituite nel 1983 in seguito all'approvazione di uno Statuto di Autonomia.

## Prime Cortes
Il re d'Aragona era tenuto a convocare le Cortes almeno una volta ogni cinque anni e, in seguito all'unione con la Catalogna, ogni anno. L'attività principale delle Cortes era giudiziaria: risolvere controversie tra individui o città o trattare reclami riguardanti gli ufficiali o le tenute del re. Le Cortes approvavano anche le leggi e votavano su questioni fiscali. Erano organizzate in quattro Tenute o rami: il clero, i grandi nobili (in spagnolo Ricos hombres), i Cavalieri e le città.
Per le leggi più importanti, era richiesta l'unanimità di ciascuna delle quattro Tenute (nemine descriptante). Ogni membro poteva porre il veto a qualsiasi legge, nel qual caso la decisione sarebbe stata registrata come unamiter excepto NN, che consentiva ulteriori dibattiti e discussioni, sebbene troppo spesso finissero in una situazione di stallo senza che fosse raggiunto un accordo. In tali casi, la decisione veniva deferita a un comitato permanente composto da due rappresentanti di ogni Tenuta che avrebbero giudicato se la volontà della maggioranza esistente fosse valida o meno. Queste Cortes funsero da modello per i parlamenti della Sardegna e della Sicilia. Le Cortes sopravvissero fino al 1707 quando Filippo V emanò i Decreti di Nueva Planta, centralizzando il potere politico e abolendo le precedenti assemblee regionali della Corona d'Aragona.

## Cortes attuali

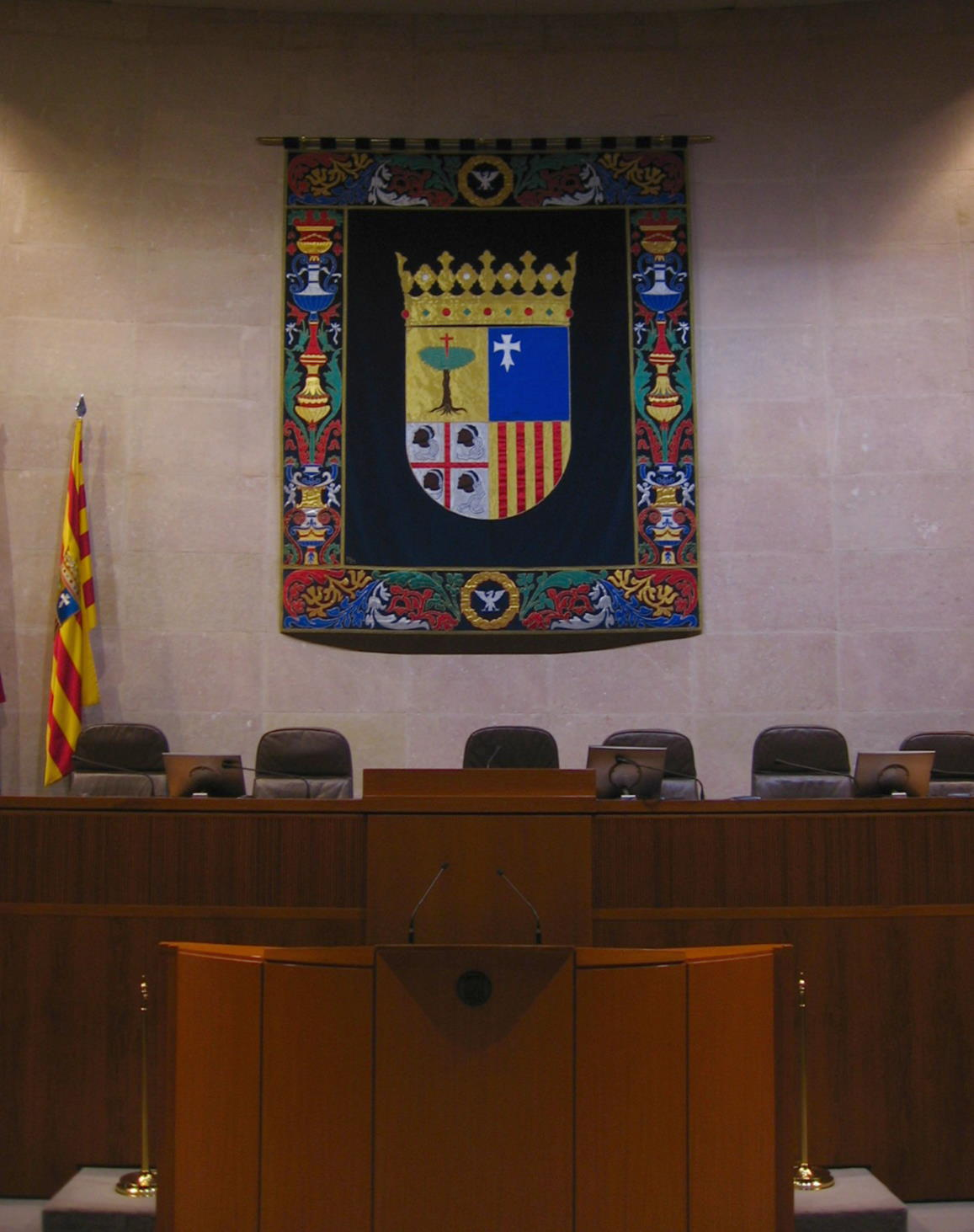
Sala dell'assemblea legislativa dell'Aragona nell'Aljafería

Le Cortes moderne sono state istituite nel 1983 ai sensi dell'articolo 12 dello Statuto di Autonomia per l'Aragona. Questo statuto stabilisce anche le funzioni dell'assemblea aragonese, nell'articolo 16, e queste includono l'elezione del presidente dell'Aragona, l'approvazione delle azioni e della legislazione del presidente, la creazione di una legislazione, la modifica della Costituzione dell'Aragona e la supervisione di eventuali progetti economici o di pianificazione. Deve monitorare i prestiti e le spese e nominare un revisore generale per l'Aragona. Inoltre il legislatore deve eleggere il numero appropriato di senatori del senato spagnolo.